# علی‌آباد آب کاسه
 علی‌آباد آب کاسه، روستایی از توابع بخش مرکزی شهرستان کهگیلویه در استان کهگیلویه و بویراحمد ایران است.مردم این منطقه از نژاد لر یا لور هستند بر طبق شاهنامه فردوسی بهرام چوبین این نژاد را از هند و به قصد رامشگری(رقص و آواز) و گله داری به ایران آورد ولی بعد از مدتی چون چیزی برای خوردن نداشتند روی به دزدی و راهزنی آوردند

## جمعیت
این روستا در دهستان دهدشت غربی قرار دارد و براساس سرشماری مرکز آمار ایران در سال ۱۳۸۵، جمعیت آن ۱۷۸ نفر (۴۰خانوار) بوده‌است.